# Halichoeres vrolikii
Halichoeres vrolikii es una especie de peces de la familia Labridae en el orden de los Perciformes.

## Morfología
Los machos pueden llegar alcanzar los 13 cm de longitud total.

## Distribución geográfica
Se encuentra desde las Maldivas hasta las Molucas (Indonesia) y el mar de Andaman.